# Trabajo Penitenciario y Formación para el Empleo
Trabajo Penitenciario y Formación para el Empleo (TPFE) es un organismo público español responsable de la promoción, organización y control del trabajo productivo y la formación para el empleo de los reclusos de los centros penitenciarios. Estas funciones las hace principalmente mediante la contratación de reclusos para su trabajo remunerado en los diferentes servicios que gestiona en las prisiones.
La existencia de esta entidad pública se basa en el artículo 25 de la Constitución Española que establece que «las penas privativas de libertad estarán orientadas a la reeducación  y reinserción social y no podrán consistir en trabajos forzados». Igualmente, establece que los reclusos tendrán «derecho a un trabajo remunerado y a los beneficios correspondientes de la Seguridad Social».
Con la descentralización en la Comunidad Autónoma de Cataluña de las competencias penitenciarias, en esta región, desde 1989, es la empresa pública Centro de Iniciativas para la Reinserción (en catalán: Centre d’Iniciatives per a la Reinserció) el gestor de estas competencias.

## Funciones
La entidad se encarga de:
- La organización del trabajo productivo penitenciario y su oportuna retribución.
- La gestión de los economatos y cafeterías existentes en los establecimientos penitenciarios y Centros de Inserción Social.
- La instalación, ampliación, transformación, conservación y mejora de los talleres, explotaciones agrícolas penitenciarias, o locales e instalaciones necesarias para los fines de la entidad, así como los servicios, obras y adquisiciones que se refieren a su explotación, producción o actividad.
- La realización de actividades industriales, comerciales o análogas y, en general, cuantas operaciones se relacionen con el trabajo penitenciario o se le encomienden por las Administraciones Públicas, para el cumplimiento de los fines que le son propios.
- La formación para el empleo de los internos en centros penitenciarios y centros de inserción social.
- La promoción de relaciones con instituciones y organizaciones que faciliten el cumplimiento de los fines de la entidad.
- El impulso y la coordinación de cuantas líneas de actividad se desarrollen desde la Administración penitenciaria en materia de preparación o acompañamiento para la inserción sociolaboral.
- La colaboración permanente con la Secretaría General de Instituciones Penitenciarias u otras instituciones especializadas, para la gestión de penas o medidas alternativas previstas en la legislación penal.

## Historia
Trabajo Penitenciario se crea por Decreto de 8 de febrero de 1946, con origen en los Talleres Escuelas del Reformatorio de Alcalá de Henares que se organizaron en abril de 1939 en la zona sublevada. Por aquel entonces, se creó como una entidad industrial y agrícola bajo el control del Patronato Central de Nuestra Señora de la Merced para la Redención de Penas por Trabajo (1938), en el ámbito de la Dirección General de Prisiones del Ministerio de Justicia. En definitiva, gestionaba aquellos programas que permitían reducir la pena con trabajo, algo que ya no existe en España.
Casi dos décadas después, por Decreto de 10 de septiembre de 1964, adopta la forma jurídica de organismo autónomo y se le asignan un abanico más amplio de funciones: organización del trabajo penitenciario, formación profesional de los reclusos, pago de retribuciones por el salario, mantenimiento de los locales y la realización de actividades industriales, comerciales o similares.
En 1967 se equiparó a los reclusos que trabajaban en el organismo con los trabajadores por cuenta ajena, estando incluidos en el Régimen General de la Seguridad Social con los mismos beneficios.
Por Real Decreto 326/1995, de 3 de marzo, el organismo «Trabajos Penitenciarios» pasa a denominarse «Trabajo y Prestaciones Penitenciarias» y por Real Decreto 1599/2004, de 2 de julio, «Trabajo Penitenciario y Formación para el Empleo».
Posteriormente, la Ley de Presupuestos Generales del Estado para el año 2014, en su disposición adicional octogésima séptima, estableció que, con efectos de 1 de enero de 2014, el organismo autónomo se transformaría en una entidad estatal de derecho público de las previstas. Asimismo dispuso que, el Gobierno de la Nación, en plazo de tres meses, modificaría el Estatuto del organismo autónomo, para adaptarlo a las previsiones contenidas en tal disposición adicional. La reforma del Estatuto se aprobó en febrero de 2015.